# 陳昌源
陳 昌源（シャビエル・チェン、Xavier Chen、1983年10月5日 - ）は、ベルギー・シント＝アガタ＝ベルシェム出身の元チャイニーズタイペイ代表サッカー選手。現役時代のポジションはDF。

## 経歴
台湾人の父とフランス人の母との間に生まれる。父方の祖父は元外交官で現在も台湾で暮らしている。ユース時代はベルギーの名門RSCアンデルレヒトで1991年から2003年まで過ごした。その間にU-19ベルギー代表に選出されキャプテンも務めた。
2009年にチャイニーズ・タイペイサッカー協会が偶然彼の存在を発見する。きっかけは同協会の広報部長である陳家銘（チェン・チャミング）がサッカーのTVゲームをプレー中に「Xavier Chen」という選手名を見つけたことだった。彼はすぐに本人と連絡を取りチャイニーズタイペイ代表でプレーするよう誘った。3ヵ月後、中華人民共和国も陳を招集しようとしていることが確認される。
2011年5月24日、チャイニーズタイペイ代表としてプレーすることを表明した。同年7月3日、台北陸上競技場で行われた2014 FIFAワールドカップ・アジア予選マレーシア戦で代表デビューを果たすと決勝点となるペナルティーキックを決めたがチームはアウエーゴール数の差で1次予選で姿を消すことになった。

## 所属クラブ
- KVコルトレイク 2003-2007
- KVメヘレン 2007-2012
- 貴州人和足球倶楽部 2013-2016
- KVメヘレン 2016-2017